# Panonychus thelytokus
Panonychus thelytokus är en spindeldjursart som beskrevs av Ehara och Toshikazu Gotoh 1992. Panonychus thelytokus ingår i släktet Panonychus och familjen Tetranychidae. Inga underarter finns listade i Catalogue of Life.